# Microcebus boraha
Microcebus boraha is een zoogdier uit de familie van de dwergmaki's (Cheirogaleidae). De wetenschappelijke naam van de soort werd voor het eerst geldig gepubliceerd door Hotaling et al. in 2016.

## Voorkomen
De soort komt alleen voor op Nosy Boraha, een eiland voor de kust van Madagaskar. De soort is dan ook vernoemd naar dit eiland.